# Pròtesi (lingüística)
La pròtesi és un so vocàlic o consonàntic inserit per processos de canvi lingüístic a l'inici d'un mot. És diferent del prefix, que fa canviar el significat de la paraula.